# Episodi di Camelot
La prima e unica stagione della serie televisiva Camelot, composta da 10 episodi, è stata trasmessa dal 25 febbraio al 10 giugno 2011 sul canale statunitense Starz.
In Italia la stagione è andata in onda su Joi dal 22 settembre 2011 al 24 novembre 2011.
| nº | Titolo originale          | Titolo italiano              | Prima TV USA     | Prima TV Italia   |
| -- | ------------------------- | ---------------------------- | ---------------- | ----------------- |
| 1  | Homecoming                | Ritorno a casa               | 25 febbraio 2011 | 22 settembre 2011 |
| 2  | The Sword and the Crown   | La spada e la corona         | 1º aprile 2011   | 29 settembre 2011 |
| 3  | Guinevere                 | Ginevra                      | 8 aprile 2011    | 6 ottobre 2011    |
| 4  | Lady of the Lake          | Excalibur                    | 15 aprile 2011   | 13 ottobre 2011   |
| 5  | Justice                   | La legge di Camelot          | 29 aprile 2011   | 20 ottobre 2011   |
| 6  | Three Journeys            | Tre viaggi                   | 6 maggio 2011    | 27 ottobre 2011   |
| 7  | The Long Night            | La lunga notte               | 13 maggio 2011   | 3 novembre 2011   |
| 8  | Igraine                   | Igraine                      | 20 maggio 2011   | 10 novembre 2011  |
| 9  | The Battle of Bardon Pass | La battaglia di Passo Bardon | 3 giugno 2011    | 17 novembre 2011  |
| 10 | Reckoning                 | La resa dei conti            | 10 giugno 2011   | 24 novembre 2011  |